# Androcymbium huntleyi
Androcymbium huntleyi är en tidlöseväxtart som beskrevs av Pedrola, Membrives, J.M.Monts. och Caujapé. Androcymbium huntleyi ingår i släktet Androcymbium och familjen tidlöseväxter. Inga underarter finns listade i Catalogue of Life.